# 寨科乡
寨科乡，是中华人民共和国宁夏回族自治区固原市原州区下辖的一个乡镇级行政单位。

## 行政区划
寨科乡下辖以下地区：
东塘村、新塘村、北塘村、大台村、湾掌村、蔡川村、李岔村、刘沟村、中川村、教场村、马渠村、营畔村、长壕村和吕套村。